# Dwór w Karczowie
Dwór w Karczowie – zabytkowy dwór (budynek) w miejscowości Karczów (województwo opolskie).
Pierwotnie barokowy dwór został wybudowany w 1791 przez hrabiego von Tschirschky. Około sto lat później, w 1890 hrabia Fryderyk von Wichelhaus zakupił dwór, który do 1945 był własnością rodziny von Wichelhaus. W szczycie znajduje się herb.
Obiekt jest częścią zespołu dworskiego z XVII/XVIII w. przebudowanym w 1880, w skład którego wchodzą:
- park[3]
- drewniany pawilon chiński z Gręboszowa (przeniesiony do Muzeum Wsi Opolskiej).

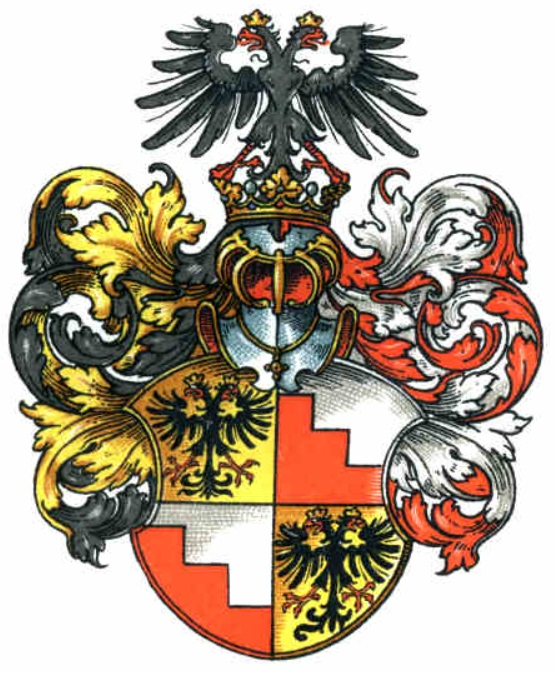
Herb von Wichelhaus